# Bane NOR

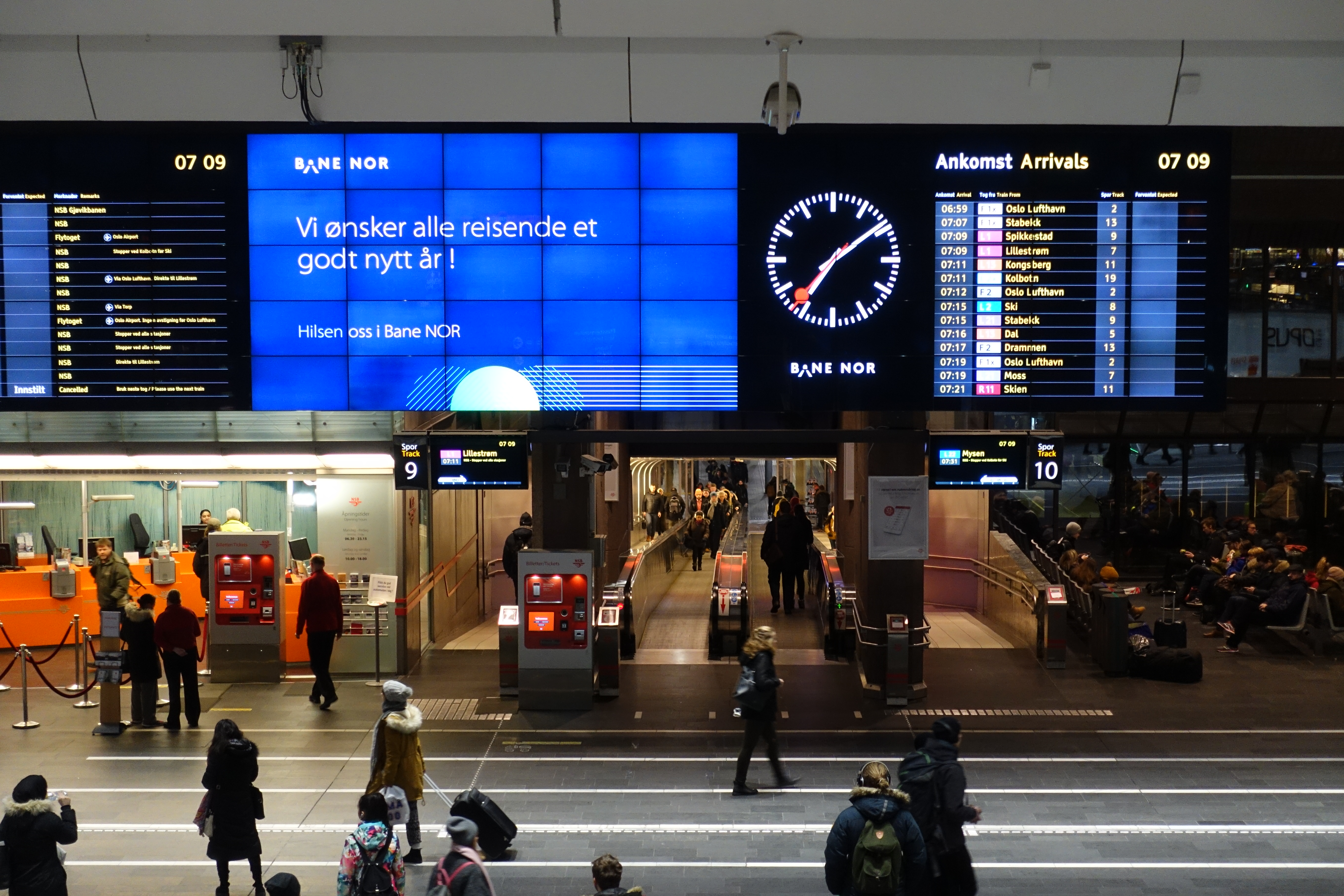
Hälsning till resande på Oslo S från Bane NOR

Bane NOR SF är ett norskt statligt ägt företag med ansvar för infrastruktur på järnväg i Norge. Beslutet att skapa företaget togs februari 2016 och företaget är i drift sedan 1 januari 2017.

## Organisation
Bane NOR är organiserat i fem verksamhetsområden och fyra koncernstaber med ansvar på tvärs av verksamhetsområdena.
- Utbyggingsdivisjonen har ansvar för att planera och genomföra projekt för ny infrastruktur.
- Infrastrukturdivisjonen har ansvar för förvaltning, drift och underhåll, samt investeringsprojekt knutna till förbättring av existerande infrastruktur.
- Kunde- og trafikkdivisjonen har ansvar för den operativa trafikledningen, operativ tidplan, avtal med tågoperatörer samt information till resande.
- Knutepunkt- og eiendomsdivisjonen har ansvar för att förvalta och utveckla egendom.
- Digitalisering- og teknologidivisjonen har ansvar för utveckling och leverans inom digitalisering och teknologi.